# جينوفيفا فرانشيني
جينوفيفا فرانشيني أخصائية إيطالية في أمراض الدم والقلب تشغل منصب كبير الباحثين، المعهد الوطني للسرطان، المعاهد الوطنية للصحة، ورئيسة قسم النماذج الحيوانية ولقاحات الفيروسات القهقرية في المعهد الوطني للسرطان. وهي باحثة في علم الفيروسات وتوصلت للقاح مبدئي في منع وعلاج فيروس نقص المناعة

## النشأة والتعليم
عندما كانت مراهقة في إيطاليا، كانت فرانشيني تنوي أن تكون راهبة تبشيرية. تحول تركيزها لاحقًا إلى علم الأحياء والطب كوسيلة لمساعدة المرضى. حصلت على دكتوراه في الطب من جامعة مودينا وريجيو إميليا في عام 1977. كانت زميلة ما بعد الدكتوراه في جامعتها في معهد أمراض الدم من عام 1977 إلى عام 1979.

## المهنة
فرانشيني أخصائية أمراض الدم وأخصائية أمراض الجهاز التنفسي. بدأت العمل في المعهد الوطني للسرطان عام 1979 كزميلة باحث. وفرانشيني هو باحث أول في فرع اللقاح في مركز أبحاث السرطان التابع للمعهد القومي للسرطان. منذ عام 1997، أصبحت فرانشيني رئيسة قسم النماذج الحيوانية ولقاحات الفيروسات القهقرية.

### البحث
كانت فرانشيني رائدة في البحث عن الجينات المسرطنة والفيروسات القهقرية. حققت جينوفيفا العديد من الإنجازات في علم الفيروسات وأساليب الوقاية من الأمراض البشرية التي تسببها الفيروسات القهقرية. عزز عملها من فهم فيروس نقص المناعة البشرية، مما أدى إلى تحديد وتوصيف الجينات فيروسات نقص المناعة البشرية الجديدية. تشمل إنجازات فرانشيني في تطوير لقاح فيروس نقص المناعة البشرية ما قبل السريرية التي أدت إلى أول تجربة للقاح على 16000 متطوع في تايلاند، والتي أظهرت حماية كبيرة، وإن كانت محدودة، ضد اكتساب فيروس نقص المناعة البشرية. عزز عملها الأساسي في الآليات المناعية فهم فعالية لقاح الجدري المتاح حاليًا. كما أنها كانت رائدة في استراتيجيات لتعديل المنظمين للاستجابة المناعية لدى الأفراد المصابين بفيروس نقص المناعة البشرية.

### أهمية مساهمات فرانشيني
يضم العالم نحو 33.4 مليون شخص مصابا بفيروس نقص المناعة الإيدز (HIV/AIDS).
وبفضل تجارب فرانشيني، تم اختبار لقاح مطور في معملها لدى المعاهد الوطنية للصحة على 16 ألف شخص من الحالات المعرضة للإصابة بفيروس نقص المناعة (HIV) في تايلاند، وأثبت كفائته بنسبة 31% في منع انتقال فيرس HIV الذي يسبب مرض نقص المناعة المكتسبة (الإيدز).
التجربة السريرية التي أجريت بتمويل ضخم من المعاهد الوطنية للصحة، تمثل المرة الأولى التي ينجح فيها لقاح في منع انتقال فيروس نقص المناعة.
وتجرى المزيد من الأبحاث والاختبارات على الحيوانات البدائية لفهم كيفية عمل اللقاح بشكل أفضل وإيجاد طرق لتحسين فاعليته.
وبعدما فشلت فرانشيني في العديد من تجارب اللقاحات السابقة، وقّع 22 عالمًا على تقرير نُشر في مجلة العلوم ( Science) تفيد بأن نهج اللقاح الذي طورته فرانشيني وزملائها لن ينجح.
وفي رد فعل سريع أعربت فرانشيني وآخرون عن رفضهم للانتقادات، كما حصلوا على الدعم للمُضي قدمًا في التجربة السريرية التي مثّلت علامة فارقة.

### التحدي الأكبر
فهم كيف يمكن منع الإصابة بفيروس نقص المناعة البشرية عن طريق اللقاح وفهم تفاصيل كيفية تسبب فيروس T-lymphotropic البشري من النوع الأول في الإصابة بسرطان الدم.
اقتباس: «يعتقد الكثر من الناس أنه لن يمكن صنع لقاح ضد فيروس نقص المناعة البشرية، وأن الأمر قد يستغرق وقتًا طويلاً جدا، لكن تجارب فرانشيني (في تايلاند) كانت بمثابة إشارة للنجاح».

## الجوائز والتكريمات
أنتخبت فرانشيني في الجمعية الأمريكية للتحقيقات السريرية في عام 1990. وفي عام 2007، أنتخبت لعضوية جمعية الأطباء الأمريكيين.